# Clarksville (Michigan)
Clarksville – wieś w Stanach Zjednoczonych, w stanie Michigan, w hrabstwie Ionia.